# خان ميرزا كاظم
خان ميرزا كاظم (بالفارسية: کاروانسرای میرزا کاظم) هو خان تاريخي يعود إلى عصر القاجاريون، ويقع في همدان.